# Egipto en los Juegos Olímpicos de Atlanta 1996
Egipto estuvo representado en los Juegos Olímpicos de Atlanta 1996 por un total de 29 deportistas, 27 hombres y 2 mujeres, que compitieron en 8 deportes.
El portador de la bandera en la ceremonia de apertura fue el jugador de balonmano Hosam Abdallah. El equipo olímpico egipcio no obtuvo ninguna medalla en estos Juegos.